# Masato Morišige
Masato Morišige (* 21. května 1987) je japonský fotbalista.

## Reprezentační kariéra
Masato Morišige odehrál 41 reprezentačních utkání. S japonskou reprezentací se zúčastnil Mistrovství světa 2014.

## Statistiky
| Japonsko | Japonsko | Japonsko |
| Roky     | Záp.     | Góly     |
| -------- | -------- | -------- |
| 2013     | 6        | 0        |
| 2014     | 11       | 1        |
| 2015     | 12       | 1        |
| 2016     | 10       | 0        |
| 2017     | 2        | 0        |
| Celkem   | 41       | 2        |